# Бругш, Теодор
Теодор Бругш (нем. Theodor Brugsch; 11 октября 1878, Грац — 11 июля 1963, Берлин) ― немецкий врач-терапевт и политик.

## Биография
Теодор Бругш родился в Граце в 1878 году. Его отец, Генрих Карл Бругш (1827―1894), был известным немецким египтологом родом из Берлина, и именно в Берлине его сын получил образование и прожил большую часть своей жизни.
Бругш стал адъюнкт-профессором в 1910 году и занимался врачебной практикой в больнице Шарите в Берлине до и после Первой мировой войны. В 1917—1919 годах служил врачом IX армии в Румынии и был награждён за отличие.
С 1927 по 1935 год был профессором Университета Галле. В 1935 году покинул университет по политическим причинам, впоследствии открыв частную практику в Берлине. Бругш, судя по всему, был членом нацистской партии в 1930 году и в 1937―1945 годах, но в конечном итоге прошёл денацификацию. После Второй мировой войны он вернулся в клинику Шарите, которая тогда находилась в Восточном Берлине, и где он оставался до конца своей карьеры. Умер в Берлине.
Вместе с Фридрихом Краусом он опубликовал 19-томный медицинский учебник под названием Spezielle Pathologie und Therapie (1919—1929), а вместе с Фридрихом Х. Леви опубликовал труд «Die Biologie der Person» (1926—1930). В 1954 году он стал лауреатом премии Гёте, а в 1978 году был изображён на почтовой марке номиналом 25 пфеннигов, выпущенной правительством Восточной Германии.
Помимо медицинской работы, в 1945—1946 годах он занимал важный пост в зарождающемся восточногерманском государстве в качестве начальника отдела Управления народного образования (Deutsche Verwaltung für Volksbildung) .
Впоследствии он получил различные награды от государства: в 1953 году он был назван выдающимся народным учёным (Hervorragender Wissenschaftler des Volkes), в 1954 году получил серебряный орден «За заслуги перед Отечеством», а в 1958 году ― золотой. Правительство также удостоило его Национальной премии ГДР.
После ухода на пенсию в 1957 году он был назначен вице-президентом Культурного союза ГДР. С 1956 года был почётным членом советского Всесоюзного научного общества терапевтов.

## Связанный эпоним
- «Синдром Бругша»: многосимптомное расстройство, сходное с синдромом Турена-Соленте-Голе, без акромегалии.

## Избранные труды
- Lehrbuch klinischer Untersuchungsmethoden, (with Alfred Schittenhelm) Berlin and Vienna, 1908;
- Der Nukleinstoffwechsel und seine Störungen, Jena, (1910).
- Diätetik innerer Erkrankungen Berlin, 1911;
- Technik der speziellen klinischen Untersuchungsmethoden, (mit Alfred Schittenhelm) Berlin und Vienna, 1914;
- Allgemeine Prognostik, Berlin undVienna, 1918;
- Lehrbuch der Herz- und Gafässerkrankungen, Berlin, (1929).
- Lehrbuch der inneren Medizin; Berlin und Vienna, (1931).
- Arzt seit fünf Jahrzehnten several editions, (1953—1959).